# I racconti di Canterbury (film)
I racconti di Canterbury è un film del 1972 scritto e diretto da Pier Paolo Pasolini, tratto dall'omonima opera di Geoffrey Chaucer.
È l'episodio centrale della cosiddetta "Trilogia della vita" di Pasolini: segue Il Decameron (1971) e precede Il fiore delle Mille e una notte (1974). In Italia, come il capitolo precedente, il film venne ampiamente censurato, ma vinse l'Orso d'oro come miglior film al Festival di Berlino 1972.
Come già fatto ne Il Decameron, per il film Pasolini prende dall'opera di Chaucer (interpretato qui da lui stesso) otto racconti, rielaborandoli in chiave comica o grottesca e altri lasciandoli così come sono. Tutte le novelle sono collegate al prologo, nel quale Chaucer decide di partire per Canterbury assieme a dei pellegrini, invitati a raccontare delle storie.

## Sinossi
Nell'Inghilterra medievale, tra Londra e Canterbury, s'intrecciano le storie e le avventure di contadini, nobiluomini, chierici e demoni.
Tutte le storie sono collegate all'arrivo d'un gruppo di pellegrini al santuario di Canterbury; tra loro v'è il poeta Geoffrey Chaucer che, durante le pause in osteria con gli amici, scrive e racconta novelle a scopo moraleggiante e di diletto per il suo pubblico.
Nella prima storia, il mercante ser Gennaio perde momentaneamente la vista e così la sua sposa Maggio può unirsi al giovane amante Damiano.
Nella seconda il Diavolo fa in modo che un giovane popolano venga ucciso dal braccio dell'Inquisizione perché omosessuale. Il Diavolo, sotto spoglie umane, fa amicizia poi con l'inquisitore che ha fatto uccidere il reo; Satana, però, vedendo che l'uomo prova molto piacere nell'avere purgato la Terra da quel condannato, decide di prendersi anche la sua anima.
Nella terza il buffone Perkin viene coinvolto in un intrigo amoroso e poi cerca di trovarsi lavoro, finendo solo per creare scompiglio nella città di Oxford.
Nella quarta un giovane seduce Alison, moglie del falegname Giovanni; rischiando d'essere scoperto, questi si finge veggente e prevede l'arrivo del nuovo Diluvio universale.
Nella quinta, nel villaggio di Bath, una matrona sposa lo studente Giannozzo, ma la felicità non dura a lungo.
Nella sesta, a Cambridge, due studenti passano una notte favolosa rispettivamente con la moglie e la figlia Molly del mugnaio Simone. Al mattino l'amante di Molly, sbagliando letto e credendo di conversare con il suo amico, racconta tutto: in realtà colui che è a letto è il mugnaio.
Nella settima, tre studenti d'animo crudele vengono raggiunti da un vecchio che predice loro una brutta fine. I giovani non si spaventano, ma quando due di essi ingeriscono un vino avvelenato portato dal terzo a sua volta pugnalato da costoro, presto si ritrovano in compagnia del Cupo Mietitore.
Nell'ottava e ultima novella, un frate gaudente cerca di guadagnare tanto cibo in cambio dell'estrema unzione a un moribondo: quella stessa notte riceve in convento un angelo, che lo conduce all'Inferno per mostrargli le tremende punizioni che spettano ai frati che sovvertono il messaggio di Cristo.
Nel finale, i pellegrini giungono a Canterbury mentre Chaucer conclude la sua raccolta di racconti.

## Trama

### Prologo
A Southwark, presso Londra, un gruppo di pellegrini si sta preparando per un lungo viaggio. Poco dopo alle porte della città giunge anche Geoffrey Chaucer che viene ospitato all'interno della corte per rifocillarsi. Decisi finalmente a mettersi in viaggio per Canterbury a rendere omaggio alla tomba di Thomas Becket, i pellegrini vengono consigliati da un altro viaggiatore a raccontare una serie di novelle durante il viaggio per non annoiarsi.

### Primo racconto: Ser Gennaio e la sposa Maggio
Il protagonista è Ser Gennaio (Sir January), un nobile ricco e con una grande e fastosa reggia, ma brutto, vecchio e rozzo. Infatti l'uomo passa intere giornate e banchettare cercando di trovare moglie e ci riesce sposando una giovane nel fiore degli anni che accetta la proposta solo per i soldi. In verità la ragazza, Maggio (May), è innamorata di un altro bello, giovane e colto, il quale le fa recapitare una lettera dichiarandole tutto il suo amore. All'inizio Maggio non si cura dello spasimante ma, dopo essere uscita completamente disgustata da un rapporto sessuale con Gennaio, decide di unirsi al giovane. Il sentimento è ancor più alimentato dalla perdita della vista di Gennaio che d'ora in poi diventa un vero e proprio calvario per Maggio, costretta ora a fargli da badante.
Passa qualche giorno e i due innamorati stabiliscono di incontrarsi nel giardino della casa di Gennaio, ove risiedono due maghi. Con la scusa di prendere un po' di more, Maggio convince Gennaio a farla salire sull'albero ove la aspetta il suo amato e, salita, lo bacia appassionatamente. Tuttavia il piacere non dura molto perché uno dei maghi fa riacquistare la vista a Gennaio che, vedendo Maggio sbaciucchiarsi con l'altro, comincia a gridare. Il giovane fugge via e Maggio tenta di raggirare lo sciocco Gennaio dicendogli che tutto ciò è stato frutto della sua immaginazione dato che da poco aveva ripreso a vedere. Ser Gennaio si fa abbindolare e ritorna a casa felice con la sposa.

### Secondo racconto: il diavolo e l'inquisitore
Un uomo (Franco Citti) sta osservando da una finestra un secondo personaggio che sta sbirciando qualcosa in una fessura. L'uomo è un ricattatore mandato dall'inquisizione inglese per scoprire rapporti omosessuali. Avendone individuati due, corre in chiesa a riferirlo all'inquisitore, mentre il misterioso figuro lo segue passo passo. L'inquisitore, recatosi dal primo dei due sodomiti, si fa corrompere con una grande cifra di denaro per non denunciarlo. Nel secondo caso, invece, poiché l'uomo non possiede denaro per corrompere l'inquisitore, si procede all'arresto. L'uomo viene immediatamente condannato al rogo e, mentre viene trascinato per la via nudo e urlante come un maiale al macello, l'uomo misterioso guarda la scena, spacciandosi per un venditore di frittelle. L'uomo viene bruciato, sotto gli occhi di tutti e sotto il sorriso beffardo del venditore il quale segue sempre il messo ricattatore.
A cavallo di muli i due uomini conversano liberamente raccontandosi tutti i loro misfatti e imbrogli fino a quando l'uomo misterioso non si presenta. Dice di essere il Diavolo e di provenire dall'Inferno per recare sofferenza al genere umano. Il ricattatore ci crede e propone un accordo. I due ruberanno insieme e tutto ciò che il genere umano vorrà donare al diavolo, egli se lo prenderà. I due giungono a un vecchio mulino ove una donna anziana sta lavando i panni. Il ricattatore vuole derubarla di 12 soldi, ma la vecchia non vuole cederglieli, facendo giuramento di donare piuttosto lui e la brocca d'oro che possiede al diavolo. Un lampo di piacere di cupidigia brilla negli occhi del diavolo che si prende sia il vaso che la vita del suo compare.

### Intermezzo
La combriccola diretta a Canterbury si ferma per una sosta in una chiesa. Mentre gli altri si riposano, Chaucer prende nota delle novelle e ne incomincia un'altra: il racconto del cuoco.

### Terzo racconto: Perkin il festaiolo
Prendendo spunto dal personaggio di Charlot, il festoso Ninetto Davoli imperversa nella città di Londra interpretando il buffone Perkin. Questi è stato appena cacciato via da un oste perché troppo sciocco per intraprendere il lavoro di cuoco, e si mette in viaggio in cerca di avventure. Dopo essersi scontrato con due poliziotti entra in una casa nobile dove vi è una festa di addio al celibato e prova a sedurre la sposa, ma il severo padre spedisce Perkin a calci in mezzo alla strada. Tornato a casa senza aver concluso niente, Perkin viene mandato a letto senza cena e il giorno dopo trova un nuovo lavoro.
Si tratta di fare il commesso di un venditore di uova, ma Perkin, mentre il padrone si assenta, accetta l'invito di tre giovani a giocare con loro ai dadi e per questo viene di nuovo licenziato, non prima di avere rotto un bel po' di uova e di essersi messo d'accordo con i giovani per uscire quella sera. A notte fonda Perkin s'incontra di nuovo con i ragazzi e uno di quelli lo invita in casa sua per far l'amore con sua moglie, una nota prostituta. Il mattino seguente, mentre i tre dormono ancora, Perkin fa uno strano sogno: immagina di essere in una grande sala e di danzare assieme a migliaia di fanciulle tutte nude che ricambiano il suo desiderio. Ma il sogno viene interrotto dall'arrivo di due guardie che arrestano Perkin e lo mettono alla gogna affinché tutti possano prendersi gioco di lui.

### Secondo intermezzo
Geoffrey Chaucer, questa volta autore e non protagonista dei racconti, si sta dilettando con alcune letture trecentesche (compreso il Decameron di Giovanni Boccaccio) e poi si appisola. Ma la moglie lo richiama invitandolo a riprendere il corso delle storie.

### Quarto racconto: Nicola e Alison
Il giovane studente di canto Nicola ama alla follia Alison, moglie di un semplice legnaiolo. Tuttavia, pare che il loro amore stia per prendere una brutta piega. Nicola decide di rimanere nascosto nella soffitta per tre giorni, mentre i suoi due amici, Martin e Assalonne (di cui il primo omosessuale), si recano di notte sotto la casa del legnaiolo a fare la corte ad Alison. Il giorno dopo il legnaiolo, svegliatosi presto, si reca in camera di Nicola e lo trova assorto in una profonda meditazione. Egli cerca di capire cosa stia succedendo, quando Nicola s'alza e comincia a gridare come un ossesso che quella notte stessa ci sarà un Diluvio Universale peggiore di quello accaduto ai tempi di Noè e che bisogna che il legnaiolo fabbrichi subito tre grandi tini di legno dove troveranno riparo lui, Alison e Nicola stesso. Lo sciocco legnaiolo subito si mette al lavoro e i tre si mettono ciascuno dentro un tino, appeso con una fune ad una trave, ad aspettare il diluvio. Intanto in un palazzo signorile si svolge una grande festa alla quale stanno partecipando anche Assalonne e Martin.
Quest'ultimo dice di non aver visto per tutto il giorno il legnaiolo e quindi incita l'amico a recarsi dalla bella Alison, che nel frattempo ha invitato nella sua stanza Nicola, dato che il legnaiolo si è addormentato dentro il suo tino. Mentre Alison e Nicola stanno consumando un rapporto sessuale, Assalonne bussa alla finestra, ma viene rifiutato più volte dalla ragazza. Allora il giovane le chiede un bacio solo e Alison ha la brillante idea di fargli un brutto tiro: dato che è buio, espone dalla finestra il suo sedere e, non appena le labbra di Assalonne si poggiano sulla pelle, lascia partire un fragoroso peto. Assalonne fugge via indignato giurando vendetta: si fa prestare da un amico fabbro un ferro ardente e, tornato sotto la stessa finestra, chiede ad Alison di affacciarsi un attimo per riavere un altro bacio in cambio di un anello che lui vuole donarle. Allora Nicola pensa di ripagarlo con la stessa moneta dell'amante e protende anch'egli il sedere, ma Assalonne gli infila il ferro rovente nel retto. Urlando, Nicola fugge dalla camera da letto in cerca di acqua per lenire l'ustione, mentre il legnaiolo, udito il suo grido "acqua, acqua", taglia la fune cui è sospeso il tino dove si è rifugiato, sfracellandosi al suolo.

### Quinto racconto: la donna di Bath
Nella festosa e colorata città di Bath, una donna è insoddisfatta del marito ormai vecchio e malato e corre con l'amica Isotta a sbirciare a una porta, ove uno studente giovane e forte si sta facendo il bagno nudo. Subito la donna se ne innamora perdutamente e lo desidera, ma il giovane Giannozzo sembra evitarla. L'occasione per la donna accade durante una festa in cui detta le sue condizioni al giovane: sposarla immediatamente dopo la morte del marito per via di una predizione propizia. Il matrimonio avviene ma un giorno in casa la donna dubita della fedeltà del nuovo marito. Giannozzo, che ha intuito tutto, decide di rinfacciarle i suoi vizi di seduttrice sbirciando attraverso le porte e così la scaraventa contro una botte di ferro, rompendole il cranio. Prima di morire, la donna chiama a sé Giannozzo per dargli un bacio, ma quando questi, ormai in lacrime, si avvicina alle sue labbra, la moglie l'addenta al naso.

### Sesto racconto: gli studenti e il mugnaio
Dato che l'economo è in fin di vita, due giovani studenti di un college di Cambridge convincono il rettore ad andare loro dal mugnaio a controllare che non rubi sul grano macinato. Mentre i due stanno lavorando nel mulino, il mugnaio fa scappare il loro cavallo per beffarsi della loro cultura, che non sempre, egli osserva, è sinonimo di intelligenza. Dopodiché i due ragazzi si mettono alla ricerca del cavallo, mentre il mugnaio se la ride di cuore. Arrivata la notte, mentre l'allegra famigliola del mugnaio sta mangiando, i due ragazzi ritornano e bussano alla porta, chiedendo ospitalità. Il padrone li invita a dormire assieme a loro nell'unica stanza, ma a notte fonda gli studenti decidono di divertirsi: infatti uno va a letto con la giovane figlia del mugnaio e l'altro, alzatasi la moglie del mugnaio per andare a urinare, spinge rapidamente la culla ai piedi del proprio letto, facendo confondere la donna, che, ritornata nella stanza, si infila nel letto dello studente pensando si tratti di quello nuziale.
Le due coppie passano una notte di sesso mentre l'ignaro mugnaio dorme nel suo letto da solo. Il mattino dopo all'alba, l'amante della figlia del mugnaio si sveglia prima di tutti e, confuso anche lui dalla posizione della culla, si infila nel letto dove dorme il mugnaio e, credendo che questi sia il compagno, gli racconta tutto ciò che ha fatto. Il mugnaio, allora, svegliatosi, monta su tutte le furie e aggredisce gli studenti, in una gran baraonda di letti rovesciati e di grida. Per loro fortuna, i due giovani riescono a filarsela appena in tempo e a rubare qualche sacco di farina al mugnaio, nonché a portarsi via la torta che la figlia dell'uomo ha preparato per loro con la farina rubata dal padre.

### Terzo intermezzo
Mentre Chaucer è ancora intento a scrivere i suoi racconti, nella grande locanda-bordello-stazione di posta ove si sono fermati i pellegrini diretti a Canterbury, quattro giovani amici fanno l'amore con delle prostitute. Uno di questi a un certo punto esce e, mostrando il pene alle pellegrine, si mette a predicare contro i vizi della lussuria, della gola e del bere mentre urina su tutti i presenti.

### Settimo racconto: i tre amici e la Morte
In una piccola contea passa silenziosa una carrozza con a bordo il cadavere di un giovane: Rufus. I suoi tre amici se ne stanno a bere nella locanda e vogliono sapere in che circostanza sia morto. A loro viene riferito che questi una notte, ubriaco, abbia invocato molte volte la Morte e che questa l'abbia portato con sé. I ragazzi non credono alla storia e giurano di vendicare l'amico, mettendosi in marcia verso la campagna. Lì trovano un vecchio viandante (doppiato da Eduardo De Filippo), che, rattristato per la perdita della giovinezza, attende che la morte venga a liberarlo dalle sue pene. I giovani lo scambiano per una spia e vogliono ucciderlo per la morte del loro amico, ma questi si schermisce e li indirizza verso una vicina quercia, dove troveranno colui che cercano, cioè la morte. Ai piedi dell'albero i tre ragazzi trovano ogni tipo di ricchezze: gioielli, gemme preziose e corone d'oro.
I giovani non vogliono rischiare di essere notati col tesoro alla luce del giorno, e allora Dick, il più giovane dei tre, viene inviato dagli altri a comprare del vino e del pane per cenare, mentre gli altri fanno la guardia al tesoro, in attesa di portarselo via al calar delle tenebre. Dick si reca al mercato e compra sì il pane e il vino, ma anche del veleno, con l'intento di uccidere gli amici per impossessarsi da solo del tesoro. Ma, mentre questi sta mischiando il veleno nel vino, gli altri due stanno complottando per ucciderlo ed evitare così di dover spartire con lui il tesoro. Non appena Dick arriva alla quercia, uno dei due finge di voler giocare con lui e poi lo pugnala. Ma i due superstiti hanno già bevuto il vino avvelenato portato da Dick, per cui poco dopo muoiono anch'essi tra atroci spasimi, crollando sul proprio vomito e le proprie feci. Cercavano la morte e l'hanno trovata.

### Ottavo racconto: il frate avido
Per un lurido frate goloso di ricchezze c'è una brutta giornata che l'aspetta. L'uomo si reca da un ricco signore in fin di vita, bramando la sua eredità. Questi dichiara che ciò che cerca si trova proprio sotto il suo sedere e lo invita a infilarvi la mano per beffarlo emettendo un peto sonoro. Quella notte in casa del frate giunge un angelo che, citando una celebre terzina dantesca, gli ingiunge di seguirlo all'inferno. Giungono così in un luogo surreale (che richiama le grottesche visioni infernali dipinte da Bosch), dove tutto è dolore, strazio e sofferenza e i dannati sono impiccati, inforcati o tormentati da demoni mostruosi e variopinti. L'angelo si rivolge allora a Satana, chiedendogli di mostrare al frate quale sia la pena per i frati avidi; e questi alza la coda ed emette un tremendo peto, imitato subito da tutti gli altri diavoli, che scorreggiando fanno uscire dall'ano una moltitudine di piccoli frati come se fossero feci.

### Epilogo
I pellegrini sono finalmente giunti a Canterbury, dove cantano inni di lode e rendono omaggio alla tomba di Becket.
Nel frattempo, anche Chaucer ha terminato il suo libro di racconti, e lo conclude scrivendovi: "Qui finiscono i Racconti di Canterbury narrati solo per il piacere di raccontare. Amen".

## Produzione

### Sceneggiatura
In un primo momento, nella sceneggiatura come nel poema, le figure dei pellegrini-narratori erano ben presenti negli intervalli fra un racconto e l'altro; inoltre, ancora in maniera fedele all'opera letteraria, Chaucer stesso avrebbe iniziato un racconto che sarebbe poi stato interrotto dall'oste perché troppo noioso. Nella versione effettivamente girata, invece, le sequenze di introduzione ai racconti da parte dei personaggi furono eliminate e il racconto di Chaucer fu rimosso; la cornice generale fu mantenuta solo in parte e inserita al termine di soli quattro racconti (tra il secondo e il terzo, il terzo e il quarto, il sesto e il settimo, e nel finale, dopo l'ottavo e ultimo), costituita dalla presenza di Chaucer che rifletteva sull'opera.
Nella sceneggiatura era inoltre differente l'ordine dei racconti, che inizialmente si presentava così:
1. Nicola e Alison[5]
2. Gli studenti e il mugnaio[7]
3. Perkin il festaiolo[4]
4. Ser Thopas[11]
5. La donna di Bath[6]
6. Ser Gennaio e Maggio[2]
7. Il diavolo e l'inquisitore[3]
8. Il frate avido[9]
9. I tre amici e la Morte[8]

#### Scene tagliate
Come s'è detto, Pasolini tagliò dalla versione finale del film l'intera cornice narrativa, costituita dall'introduzione di ogni pellegrino al proprio racconto, e anche il racconto di Ser Topazio, che egli stesso nei panni di Chaucer avrebbe dovuto iniziare solo per essere interrotto dall'oste. In particolare quest'ultima sequenza fu interamente girata, editata e doppiata, ma attualmente è perduta. Una ricostruzione è stata attuata dai materiali originali (testimonianze dei collaboratori, fotografie di scena, documenti d'archivio) e proposta in un dossier del 2006.

## Distribuzione
I racconti di Canterbury, girato da settembre a novembre 1971, fu presentato il 2 luglio 1972 al XXII festival di Berlino in una copia di lavorazione della durata di due ore e venti minuti; la giuria del festival gli attribuì l'Orso d'oro.
Il film fu proiettato per la prima volta a Benevento il 2 settembre 1972, con il divieto ai minori di 18 anni, viste le molte scene forti di cui è permeato. Dopo tre giorni arrivarono le prime denunce per oscenità, ma il tribunale beneventano non riscontrò i reati contestati e archiviò il procedimento. In un secondo momento, però, la stessa Procura cambiò idea, sequestrò il film e rinviò a giudizio il regista, il produttore Alberto Grimaldi e l'esercente proprietario del cinema dove era avvenuta la proiezione. Gli imputati furono assolti (con sentenza confermata anche in appello e cassazione) e, nel dicembre del 1973, la pellicola tornò in libertà in tutta Italia.

## Incassi
Il film incassò oltre due miliardi di lire, classificandosi undicesimo tra i migliori incassi della stagione 1972-73.

## Premi e riconoscimenti
- 1972 - Festival internazionale del cinema di Berlino
  - Orso d'oro